# José Luis Bergaretxe Ariño
José Luis Bergaretxe Ariño, (*Erandio, Vizcaya, País Vasco, España, 27 de mayo de 1921 - 22 de diciembre de 2011); fue un futbolista y entrenador español. Se desempeñaba en posición de defensa.

## Trayectoria
Se inició como futbolista profesional, en la temporada 1943-44, en el Arenas de Getxo. Debutó en Primera División, siendo jugador del Athletic Club, el 1 de octubre de 1944 en un partido ante el Sabadell, en el que los bilbaínos ganaron 1-2. Después de tres temporadas en el equipo bilbaíno, se marchó al Barakaldo donde pasó ocho temporadas.

## Clubes
| Club            | País   | Temporada   |
| --------------- | ------ | ----------- |
| Arenas de Getxo | España | 1943 - 1944 |
| Athletic Club   | España | 1944 - 1947 |
| Barakaldo C.F.  | España | 1947 - 1955 |

## Palmarés

### Campeonatos nacionales
| Título                          | Club          | País   | Año  |
| ------------------------------- | ------------- | ------ | ---- |
| Copa del Generalísimo de fútbol | Athletic Club | España | 1945 |